# Maison Planeix
Maison Planeix (česky Planeixův dům) je vila v Paříži. Nachází se na adrese boulevard Masséna 24bis-26bis ve 13. obvodu. Střecha a fasáda stavby jsou od roku 1976 chráněny jako historická památka.

## Historie
Dům sloužící zároveň jako umělecký ateliér postavili v letech 1925-1928 Le Corbusier a jeho bratranec Pierre Jeanneret pro sochaře a malíře Antonina Planeixe. Jedná se o jednu z nemnohých Le Corbusierových realizací soukromých domů v Paříži.
Ve 30. letech měl v domě ateliér malíř Auguste Herbin, který zde v roce 1931 založil umělecké hnutí Abstraction-Création, jehož spoluzakladateli byli Georges Vantongerloo, Hans Arp, Albert Gleizes, Jean Hélion, Georges Valmier a František Kupka.
Vnější podoba domu byla 16. srpna 1976 zapsána na seznam historických památek.